# Eupithecia cretata
Eupithecia cretata là một loài bướm đêm trong họ Geometridae.